# Distretto di Chodzież
Il distretto di Chodzież (in polacco powiat chodzieski) è un distretto polacco appartenente al voivodato della Grande Polonia.

## Storia
L'attuale territorio di Chodziez fece parte del nucleo originario della Polonia. L'area è stata sotto il controllo dapprima Prussiano e successivamente Tedesco tra il 1772 e il 1918; tuttavia, i Polacchi erano la maggioranza della popolazione. Successivamente, con la Sollevazione della Grande Polonia, l'area tornerà a far parte del riformato Stato Polacco.

## Geografia fisica
L'area è pianeggiante e ricoperta da campi coltivati e foreste. Il fiume Notec segna il confine naturale con il Distretto di Pila, scorrendo nel nord del territorio. Invece, a ovest è presente la riserva naturale di źrodliska Flinty Biała kapliczka.

## Geografia antropica

### Suddivisioni amministrative
Il distretto comprende 5 comuni.
- Comuni urbani: Chodzież
- Comuni urbano-rurali: Margonin, Szamocin
- Comuni rurali: Budzyń, Chodzież